# رشیده داتی
 رشیده داتی (به فرانسوی: Rachida Dati) (زاده ۲۷ نوامبر ۱۹۶۵) سیاستمدار فرانسوی است که هم‌اکنون به‌عنوان وزیر فرهنگ فرانسه فعالیت می‌کند. او سابقه تصدی وزرات دادگستری در دولت فرانسوا فیون را در کارنامه دارد.

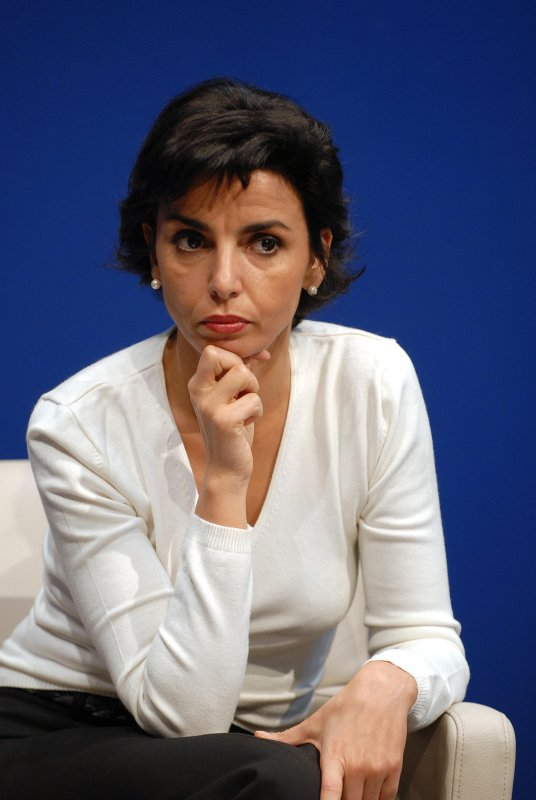

او اولین نفر در فرانسه با ریشه شمال آفریقایی است که توانسته مقام بالای دولتی را بدست آورد. داتی فرزند دوم از دوازده فرزند پدری مراکشی و مادری الجزایری بود و پدر ومادر او بی‌سواد بودند.
او که از ۱۴ سالگی به عنوان فروشنده دوره‌گرد وسایل آرایشی کار خورد را آغاز کرد. در سن ۱۶ سالگی با ترک مدرسه، در یک کلینیک خصوصی به عنوان پرستار مشغول به کار شد.